# Colette Dowling
Colette Dowling (née vers 1938) est une écrivaine américaine surtout connue pour son livre sorti en 1981 The Cinderella Complex : Women's Hidden Fear of Independence, qui a été un best-seller du New York Times.

## Biographie
Colette Dowling nait vers 1938 et grandi à Baltimore. Elle obtient un BA du Trinity College à Washington, DC en 1958.
Dowling a publié huit livres, dont Le Complexe de Cendrillon, un best-seller international traduit en vingt-trois langues. Elle a écrit des essais et des articles pour le New York Times Magazine, Harpers et Esquire.
En 2004, Dowling obtient une maîtrise en travail social clinique du Smith College School for Social Work. Par la suite elle suit une formation en psychanalyse à l’Institut de Psychothérapie Contemporaine de New York, où elle obtient son certificat en psychanalyse en 2009. Elle travaille comme psychothérapeute dans un cabinet privé à Manhattan et continue d'écrire. Son bureau est situé dans le quartier de Flatiron.